# Rezervația Naturală Huda lui Papară

## LOCALIZARE
În nord-vest de Munții Trascău,alt.max.675m

## Căi de acces
Pe DN 75 de la Câmpeni sau Turda până în comuna Sălciua de Jos, iar de aici pe drumul comunal circa 4 km până în satul Sub Piatră, sau pe DJ 107 Aiud-Râmeț-Brădești, iar de aici pe un drum comunal spre comuna Sălciua.

## SUPRAFATA
4,5 ha

## Categoria și importanța rezervației
Speologică; adăpostește formațiuni carstice deosebite; este cea mai lungă peșteră din Munții Trascăului și se situează pe locul al 31-lea în România.